# Paul Erich Otto Wilhelm Knuth
Paul Knuth (Paul Erich Otto Wilhelm Knuth) (1854 -1899) fue naturalista y profesor alemán, en Kiel, miembro de la Sociedad Botánica Dodonaea en Ghent, Inglaterra.
Escribe un libro sobre fertilización de las flores en memoria de Christian Konrad Sprengel (1750-1816) y de Hermann Müller (1829-1883).

## Obra
1. 1887 Flora der Provinz Schleswig-Holstein. Lenz, Leipzig, XII/902/25 S.
2. 1895 Flora der nordfriesischen Inseln.
3. 1906. Handbook of flower pollination: based upon Hermann Müller's work The fertilisation of flowers by insects: Volume I, Vol. II, Vol. IIILink Core Historical Literature. Clarendon Press, Oxford:1906-09.

- La abreviatura «Knuth» se emplea para indicar a Paul Erich Otto Wilhelm Knuth como autoridad en la descripción y clasificación científica de los vegetales.[1]

## Fuente
- Wiki culturaapicola Archivado el 6 de octubre de 2008 en Wayback Machine.